# Hôtel Treetops

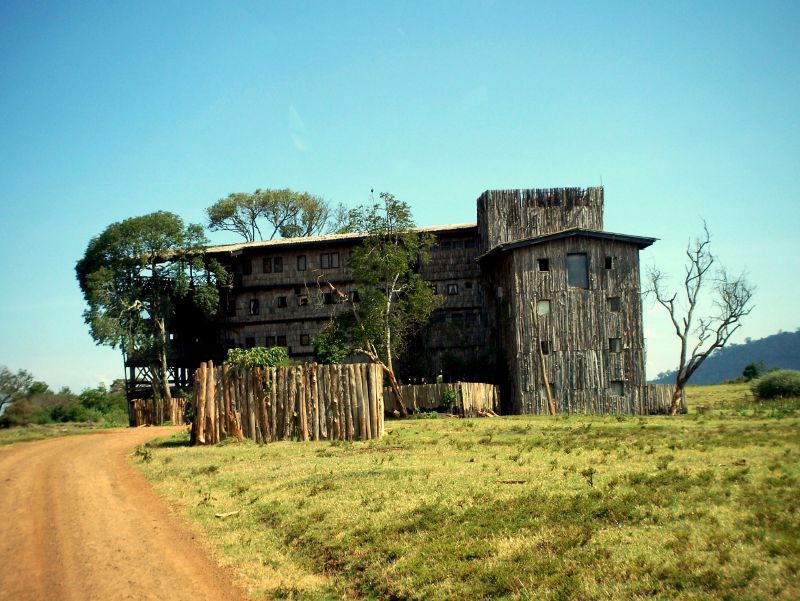
L'hôtel Treetops en 2006.

L’hôtel Treetops est un hôtel situé dans le parc national d'Aberdare, au Kenya. Inauguré en 1932 par Eric Sherbrooke Walker, il a été littéralement construit dans la cime d'arbres du parc, comme une cabane offrant aux clients une vue sur la faune locale en toute sécurité et avec un certain confort. À l'origine constitué d'une modeste maison de deux pièces, il compte par la suite environ 50 chambres. La structure originale a été incendiée par des guérilleros africains lors de la révolte des Mau Mau (1954), mais l'hôtel a été reconstruit, devenant un endroit à la mode pour beaucoup de gens riches et célèbres.
C'est là que, le 6 février 1952, princesse Élisabeth apprend la mort de son père, le roi George VI du Royaume-Uni et devient officiellement la nouvelle reine.

## Sources
- (en) Cet article est partiellement ou en totalité issu de l’article de Wikipédia en anglais intitulé « Treetops Hotel » (voir la liste des auteurs).